# Jemgum
Jemgum er en kommune i Ostfriesland i Landkreis Leer i den tyske delstat Niedersachsen, med 3.617 indbyggere (2012), beliggende i det historiske landskab Rheiderland.

## Geografi
Kommunen ligger ud til nordsøbugten Dollart mod vest, og floden Ems danner grænse mod nord og øst. De nærmestliggende byer er Weener,
Leer og Emden. De nærmestliggende storbyer er Oldenburg i Tyskland og Groningen i Holland.

### Nabokommuner
Mod syd ligger de også til Rheiderland hørende kommuner Bunde og Weener samt landsbyen Bingum i kommunen Leer, på den anden side af Ems ligger mod øst kommunen Moormerland og byen Leer, mod nord landsbyerne Petkum og Widdelswehr under byen Emden.

### Inddeling
Kommunen Jemgum består af 11 landsbyer og omliggende gårde. I hovedbyen
Jemgum bor 1.514 mennesker, hvilker er knap 42 procent af kommunens befolkning.
Landsbyerne og deres areal og indbyggertal i 2008
| Landsby    | Indbyggere | Areal(km²) | tilhørende begyggelser                                                                 |
| ---------- | ---------- | ---------- | -------------------------------------------------------------------------------------- |
| Jemgum     | 1514       | 11,89      | Eppingawehr, Jemgumgaste, Klimpe, Neu-Sappenborg (früher Timpe genannt), Sappenborg    |
| Ditzum     | 696        | 10,39      | Aaltukerei (delvis), Ditzumerhammrich (teilweise), Großwarpen, Kleinwarpen             |
| Midlum     | 316        | 7,42       | Eppingawehr                                                                            |
| Holtgaste  | 254        | 8,46       | Soltborg, Groß-Soltborg, Bentumersiel, Jemgumkloster, Deddeborg, Geise                 |
| Pogum      | 225        | 4,75       | Dyksterhusen                                                                           |
| Hatzum     | 169        | 9,79       | Boomborg, Eilingwehr, Hatzumerfehn                                                     |
| Critzum    | 160        | 6,97       | Coldeborg, Coldeborger Burgplatz, Coldeborgersiel, Marienchorer Balkhaus               |
| Nendorp    | 147        | 4,22       | Wischenborg                                                                            |
| Oldendorp  | 103        | 5,29       | Arche, Entennest, Ledige Platz, Leegeplatz, Oldendorper Hammrich, Oosting, Wischenborg |
| Böhmerwold | 56         | 4,73       | Bovenhusen                                                                             |
| Marienchor | 44         | 4,57       | Marienchorer Bülthäuser                                                                |
| I alt      | 3784       | 78,48      | –                                                                                      |